# Non-humain
Un non-humain est un acteur non humain. Cela peut être un animal non humain ou une autre forme d'être vivant (plante, fonge, bactéries, etc) ou un objet ou une intelligence artificielle.
En sociologie, un non-humain est un acteur non humain. Cette notion a notamment été développée par les sociologues Bruno Latour et Michel Callon dans le cadre de la théorie de l'acteur-réseau. Cette théorie est une méthode sociologique consistant à décrire l'ensemble des associations entre les différents acteurs au sein d'un réseau. Elle met en évidence l'importance de décrire les relations avec les acteurs non-humains.
En biologie, un non-humain (en) est un animal non humain ou une autre forme d'être vivant (plante, fonge, bactéries, etc) ou par expression un objet ou une intelligence artificielle.